# Грин (тауншип, Нью-Джерси)
Грин (англ. Green) — тауншип в округе Сассекс (штат Нью-Джерси, США). По данным переписи населения 2010 года, население тауншипа составляло 3601 человек, что на 381 человек (+11,8 %) больше, чем 3220 человек по данным переписи 2000 года.

## История

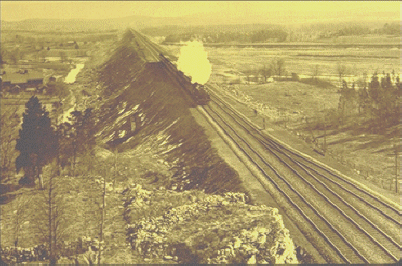
Движущийся в западном направлении поезд Lackawanna Limited съезжает с насыпи Пекест-Филл на участок Лакаванна (железнодорожная ветка) в Транквилити, примерно в 1,6 км к востоку от станции в Гринделле. Эта фотография 1912 года послужила основой для постера с Фиби Сноу (персонаж), рекламирующего, как Lackawanna Cut-Off сокращает 18 км пути при поездке в Буффало. Справа видны грунтовые карьеры, из которых набирали грунт для насыпи. Недалеко от этого места стояло здание школы Транквилити, но оно было снесено, чтобы освободить место для строительства насыпи. Железная дорога Lackawanna Railroad оплатила строительство нового здания школы.

Грин — тауншип с богатой историей, восходящей к палеоиндейцам, которые поселились в этом регионе около 10 000 лет до н. э. Тысячи лет спустя европейцы обосновались на северо-западе Нью-Джерси. В 1656 году король Англии подарил большой участок земли Сэмюэлю Ханту в качестве компенсации за исследование заповедных земель индейцев. Первые поселенцы построили свои дома в районе Брайтон-Хамлет около 1725 года. С этого момента тауншип Грин превратился в четыре деревни: Гринделл, Хантсбург, Хантсвилл и Транквилити. В состав тауншипа вошли две деревушки — Брайтон и Уайтхолл, три района — Йеллоу-Фрейм, Дарк-Мун и Вулфс-Корнер, а также одно поселение Лейк-Транквилити. Ранняя промышленность включала кузницы, молочные фермы, сливочные заводы, мельницы, винокурню, кузницы, таверны и лесопилки. Квакер и проповедник по имени Эфраим Грин основал Гринсвилл в 1770 году. В итоге тауншип был назван в его честь.
20 ноября 1824 года южная часть округа Сассекс была отделена для создания округа Уоррен. Северные части тауншипов Хардвик и Индепенденс остались в округе Сассекс и были включены в состав округа как тауншип Грин на основании акта легислатуры Нью-Джерси от 27 декабря 1824 года.
В 1829 году часть тауншипа Грин была передана в тауншип Байрам, а в 1853 году тауншип Грин был расширен за счёт части старого тауншипа Ньютаун.
Железная дорога Sussex Mine Railroad, построенная в 1854 году, была первой в своём роде в тауншипе Грин. В эту эпоху она использовалась в основном для транспортировки железной руды. В начале XX века была построена железная дорога Lackawanna Cut-off. Чтобы возвести это чудо своего времени, была построена огромная железнодорожная насыпь без применения землеройной техники. На этой горе были проложены пути для новой железной дороги, и в 1910 году строительство Lackawanna Cut-Off было завершено. Остатки станции и диспетчерской вышки можно найти в Гринделле.
В 1881 году площадь тауншипа составляла 50,9 км2, а сегодня площадь Грина составляет 43 км2. 24 февраля 1904 года из части тауншипа был образован тауншип Фридон. Многие участки тауншипа Грин сохраняют свою уникальную идентичность, например, Транквилити, Хантсвилл, Гринделл и Йеллоу Фрейм.
Изначально Транквилити был известен как Кеннедитаун, по имени поселившегося здесь Амоса Кеннеди. Когда выбирали место для методистской церкви Транквилити, возникли разногласия по поводу того, где её возвести — в тауншипе Алламачи или в Кеннедитауне. Был найден компромисс, в результате которого церковь была возведена на полпути между этими двумя точками. В память об этом соглашении церковь была названа Транквилити. Позже Кеннедитаун переименовали по названию церкви.
В 1911 году через тауншип Грин прошла железнодорожная линия Lackawanna Cut-off с остановкой на станции Гринделл. Cut-Off была частью магистрали Delaware, Lackawanna and Western Railroad от Хобокена до Буффало. Железнодорожное сообщение по этой ветке было прекращено в 1979 году, а в 1984 году с неё был демонтирован железнодорожный путь. Компания Нью-Джерси Транзит рассматривает возможность возобновления пассажирского сообщения по линии до Скрантона, предлагая построить в Гринделле пункт технического обслуживания пути, в который войдет сохранившееся здание станции.
В августе 2006 года Келси Фальковски снял документальный фильм под названием «История тауншипа Грин». Видео включает обзор исторических достопримечательностей и интервью с жителями тауншипа Грин.

## География
По данным Бюро переписи населения США, общая площадь тауншипа Грин составляла 42,21 км2, включая 41,53 км2 суши и 0,69 км2 воды (1,63 %).
Невключённые территории, населённые пункты и другие топонимы, частично или полностью расположенные на территории тауншипа, включают: Брайтон-Лейкс, Бакмир-Понд, Гринделл, Хантсбург, Хантсвилл, Линкольн, Транквилити, Уайтхолл и Йеллоу-Фрейм.
Тауншип Грин граничит с муниципалитетами Андовер, тауншипами Андовер, Байрам и Фридон в округе Сассекс; а также с тауншипами Алламачи и Фрилингхайзен в округе Уоррен.

## Демография

### Перепись населения 2010
По данным переписи США за 2010 год, в тауншипе Грин насчитывалось 3601 житель, 1181 домохозяйство и 997 семей. Плотность населения составляла 87 человек на км². В тауншипе Грин насчитывалось 1251 жилищная единица со средней плотностью 78,3 на км². Расовый состав по данным на тот год: 94,78% (3413) — белые, 1,25% (45) — негры и афроамериканцы, 0,03% (1) — коренные жители США, 1,72% (62) — американцы азиатского происхождения, 0,00% (0) — гавайцы или тихоокеанийцы, 0,78% (28) — представители других рас, 1,44% (52) — представители двух и более рас. Латиноамериканских представителей любых рас насчитывалось 4,80% (173). 
В 43,0% домохозяйств проживали дети возрастом до 18 лет, в 76,0% — живущие совместно супруги, в 5,2% домовладельцами были незамужние женщины, 15,6% домохозяйств были групповыми. 11,2% домохозяйств были одиночными, и в 4,1% проживали жители возрастом свыше 65 лет. Средний размер домохозяйства составлял 3,04, а средний размер семьи — 3,31. 
В тауншипе Грин 28,4% жителей были младше 18 лет, 6,3% были в возрасте от 18 до 24 лет, 21,5% — от 25 до 44 лет, 33,0% — от 45 до 64 лет, и 10,8% были старше 65 лет. Средний возраст составлял 41,9 лет. На 100 женщин приходилось 100,7 мужчин. На 100 женщин моложе 18 лет приходилось 98,9 мужчин.  

По данным опроса американского общественного мнения, проведенного Бюро переписи населения в 2006—2010 годах, медианный доход домохозяйства (в долларах с поправкой на инфляцию 2010 года) составил $103 693 (с погрешностью +/- $15 229), а медианный доход семьи — $113 971 (+/- $20 140). Средний доход мужчин составил $85 591 (+/- $9 018) против $50 583 (+/- $7 305) у женщин. Доход на душу населения в районе составил $37 546 (+/- $3 396). Около 1,3 % семей и 2,3 % населения находились за чертой бедности, включая 1,8 % лиц моложе 18 лет и ни одного человека в возрасте 65 лет и старше.

### Перепись населения 2000
По данным переписи населения 2000 года в тауншипе проживало 3220 человек, насчитывалось 1046 домохозяйств и 890 семей. Плотность населения составляла 76,8 чел/км2. Имелось 1069 единиц жилья при средней плотности 25,5/км2. Расовый состав тауншипа состоял из 96,49 % белых, 0,93 % афроамериканцев, 0,03 % коренных американцев, 0,96 % азиатов, 0,28 % представителей других рас и 1,30 % представителей двух или более рас. Латиноамериканцы составляли 3,20 % населения.
Было зарегистрировано 1046 домохозяйств, из которых в 45,5 % проживали дети в возрасте до 18 лет, 78,9 % живущие совместно супруги, в 3,8 % домовладельцами были незамужние женщины, и 14,9 % домохозяйств были групповыми. 11,0 % всех домохозяйств были одиночными, а в 3,3 % проживали жители в возрасте 65 лет и старше. Средний размер домохозяйства составлял 3,07, а средний размер семьи — 3,34.
В тауншипе Грин 30,8 % жителей были моложе 18 лет, 5,0 % были в возрасте от 18 до 24 лет, 31,7 % от 25 до 44 лет, 26,5 % от 45 до 64 лет и 6,0 % в возрасте 65 лет и старше. Медианный возраст составил 36 лет. На каждые 100 женщин приходилось 104,7 мужчин. На каждые 100 женщин в возрасте 18 лет и старше приходилось 97,3 мужчин.
Средний доход домохозяйства в тауншипе Грин составил $84 847, а средний доход семьи — $89 788. Средний доход мужчин составил $61 576, а женщин — $33 393. Доход на душу населения в тауншипе Грин составлял $34 127. Около 0,9 % семей и 1,6 % населения находились за чертой бедности, включая 1,7 % лиц моложе 18 лет и 4,5 % лиц в возрасте 65 лет и старше.

## Органы власти

### Местное самоуправление
Тауншип Грин управляется в соответствии с тауншипской формой самоуправления Нью-Джерси, это один из 141 муниципалитетов (из 565) по всему штату, которые используют эту форму, вторую по распространенности форму управления в штате Нью-Джерси. Комитет тауншипа состоит из пяти членов, которые избираются по месту жительства на беспартийных выборах на трёхлетний срок, причем одно или два места избираются каждый год в рамках ноябрьских всеобщих выборов в трехлетнем цикле. На ежегодном реорганизационном собрании, проводимом в первую неделю января, комитет тауншипа выбирает одного из своих членов на должность мэра, а другого — на должность заместителя мэра.
По состоянию на 2020 год членами комитета тауншипа Грин являлись мэр Маргарет «Пег» Филлипс (республиканец, срок полномочий в комитете и в качестве мэра заканчивается 31 декабря 2020 года), заместитель мэра Вирджиния «Джинни» Раффэй (республиканец, срок полномочий в комитете и в качестве заместителя мэра заканчивается в 2020 году), Джеймс П. Чирип (республиканец, 2022), Дэниел Конклинг (республиканец, 2021) и Бадер Кармут (республиканец, 2022).

### Представительство на федеральном уровне, на уровне штата и округа
Тауншип Грин находится в 5-м избирательном округе по выборам в палату представителей конгресса США и входит в 24-й избирательный округ штата Нью-Джерси.
В 117-м Конгрессе США Пятый избирательный округ Нью-Джерси по выборам в конгресс США представляет Джош Готхаймер (демократ, тауншип Уайкофф). В Сенате США Нью-Джерси представляют демократы Кори Букер (Ньюарк, срок полномочий заканчивается в 2027 году) и Боб Менендес (Гаррисон, срок полномочий заканчивается в 2025 году).
На сессии 2020-2021 годов 24-й избирательный округ по выборам в Легислатуру Нью-Джерси представлен в Сенате штата Стивом Орохо (республиканец, Франклин) и в Генеральной Ассамблее Паркером Спейсом (республиканец, Вантадж) и Хэлом Виртсом (республиканец, Гамбург).
Управление округом Сассекс осуществляется Советом избранных фригольдеров, пять членов которого избираются в шахматном порядке, причём каждый год на выборы выставляется либо одно, либо два места. На ежегодном реорганизационном собрании, проводимом в начале января, совет выбирает директора и заместителя директора из числа своих членов, а повседневное руководство деятельностью округа возлагается на администратора округа. По состоянию на 2014 год в Совет избранных фригольдеров округа Сассекс входили: директор Ричард Вохден (республиканец, тауншип Грин, 2016), заместитель директора Деннис Мудрик (республиканец, Спарта, 2015), Филипп Крэбб (республиканец, Франклин, 2014), Джордж Грэм (республиканец, Стенхоуп, 2016) и Гейл Фибус (республиканец, Андовер, 2015). Грэм был выбран в апреле 2013 года, чтобы занять место, освобожденное Паркером Спейсом, который был избран на вакансию в Генеральной Ассамблее Нью-Джерси. Конституционными должностными лицами, избираемыми на окружной основе, были: окружной клерк Джефф Парротт (республиканец, 2016), шериф Майкл Страда (республиканец, 2016) и судья по наследственным делам и опеке Гэри Чиусано (республиканец, заполнил вакансию после отставки Нэнси Фицгиббонс). Администратором округа был Джон Эскилсон.

### Политика
По состоянию на 23 марта 2011 года в тауншипе Грин было зарегистрировано 2449 избирателей, из которых 337 (13,8 % против 16,5 % по округу) были зарегистрированы как демократы, 1015 (41,4 % против 39,3 %) — как республиканцы и 1096 (44,8 % против 44,1 %) — как беспартийные. Один избиратель был зарегистрирован в либертарианской партии. По данным переписи 2010 года 68,0 % населения тауншипа (против 65,8 % в округе Сассекс) были зарегистрированы как избиратели, включая 94,9 % лиц в возрасте 18 лет и старше (против 86,5 % по округу).
На президентских выборах 2012 года республиканец Митт Ромни получил 1206 голосов (68,4 % против 59,4 % по округу), опередив демократа Барака Обаму с 525 голосами (29,8 % против 38,2 %) и других кандидатов с 28 голосами (1,6 % против 2,1 %). Было зарегистрировано 2507 избирателей, явка составила 70,3 % (против 68,3 % в округе Сассекс). На президентских выборах 2008 года республиканец Джон Маккейн получил 1271 голос (66,0 % против 59,2 % по округу), опередив демократа Барака Обаму с 629 голосами (32,7 % против 38,7 %) и других кандидатов с 19 голосами (1,0 % против 1,5 %), среди 1925 бюллетеней, поданных 2417 зарегистрированными избирателями тауншипа; явка составила 79,6 % (против 76,9 % в округе Сассекс). На президентских выборах 2004 года республиканец Джордж Буш-младший получил 1270 голосов (70,4 % против 63,9 % по округу), опередив демократа Джона Керри с 515 голосами (28,5 % против 34,4 %) и других кандидатов с 15 голосами (0,8 % против 1,3 %), из 1805 бюллетеней, поданных 2230 зарегистрированными избирателями; явка составила 80,9 % (против 77,7 % по округу).
На губернаторских выборах 2013 года республиканец Крис Кристи получил 77,9 % голосов (802 голоса), опередив демократа Барбару Буоно с 19,1 % (197 голосов) и других кандидатов с 2,9 % (30 голосов), из 1045 бюллетеней, поданных 2576 зарегистрированными избирателями тауншипа (16 бюллетеней были испорчены), явка составила 40,6 %. На губернаторских выборах 2009 года республиканец Крис Кристи получил 925 голосов (70,1 % против 63,3 % по округу), опередив демократа Джона Корзайна с 257 голосами (19,5 % против 25,7 %), независимого кандидата Криса Даггетта с 116 голосами (8,8 % против 9,1 %) и других кандидатов с 16 голосами (1,2 % против 1,3 %), из 1320 бюллетеней, поданных 2404 зарегистрированными избирателями тауншипа, что составило 54,9 % явки (против 52,3 % по округу).

## Образование
Тауншип Грин входит в одноимённый школьный округ.
Учащиеся государственных школ с детского сада по восьмой класс посещают школу Грин Хиллз. По состоянию на 2017—2018 учебный год в округе, состоящем из одной школы, насчитывалось 436 учащихся и 38,3 учителя (работающих на полную ставку), соотношение учеников и учителей составляло 11,4:1. С 2013—2014 учебного года школа Грин Хиллз участвует в межрайонной программе государственных школ Нью-Джерси, согласно которой учащиеся из районов за пределами тауншипа Грин могут посещать Грин Хиллз, если они живут в радиусе 20 миль (32 км).
Учащиеся государственных школ с девятого по двенадцатый классы посещают Ньютонскую среднюю школу, вместе с учащимися из боро и тауншипа Андовер, в рамках программы обмена учащимися с школьным округом Ньютона. По состоянию на 2017-18 учебный год, в старшей школе обучалось 719 учащихся и работало 67,5 преподавателей на полную ставку, соотношение ученик-учитель 10,6:1.

## Транспорт

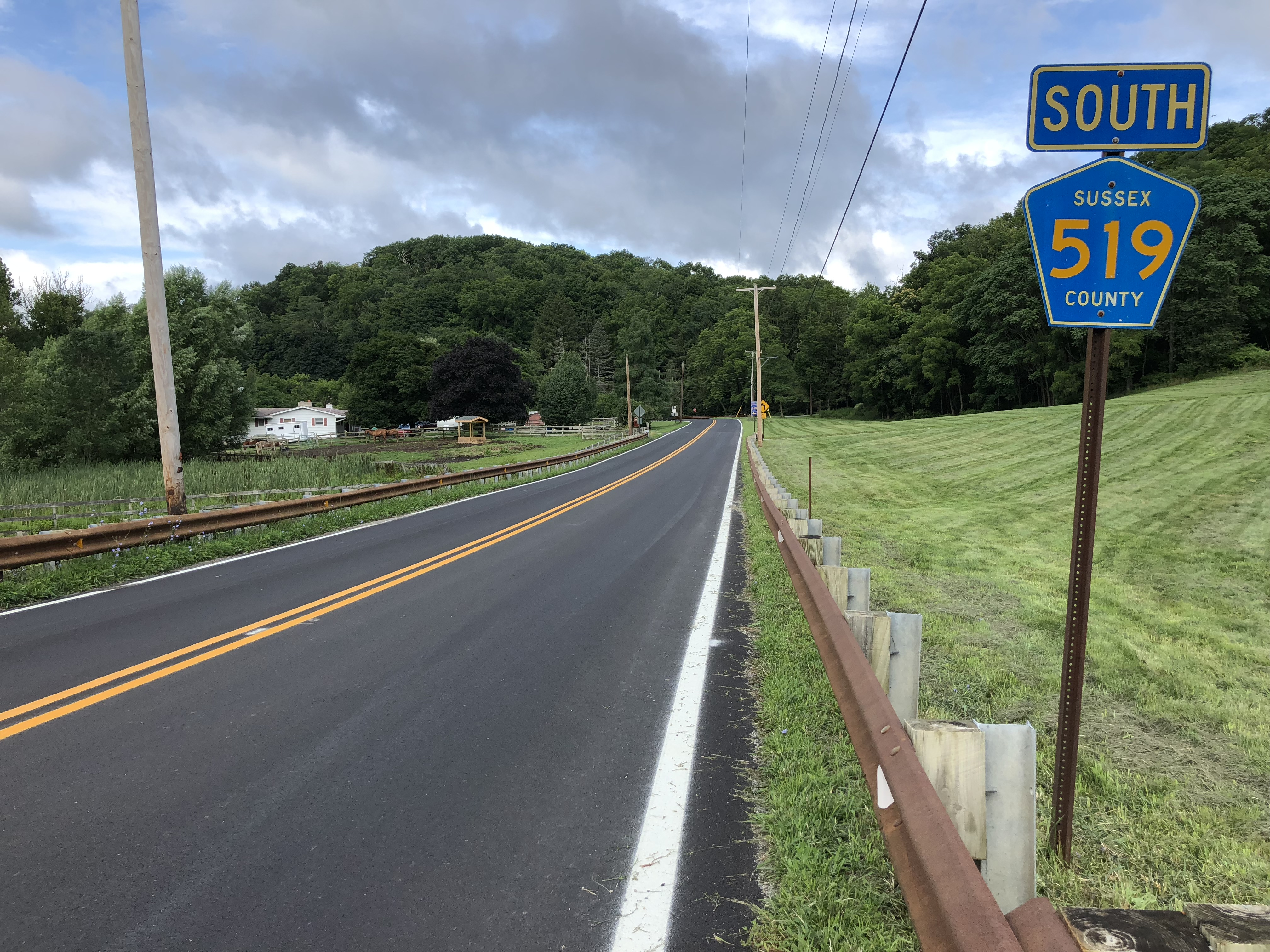
Окружная трасса 519 в тауншипе Грин

По состоянию на май 2010 года в тауншипе насчитывалось 79,31 км дорог, из которых 53,82 км содержались муниципалитетом, а 25,49 км — округом Сассекс.
Ни одно межштатное шоссе, шоссе США или шоссе штата непосредственно не обслуживает тауншип Грин. Наиболее заметными дорогами являются окружные трассы, включая окружную трассу 517 и окружную трассу 519.

## Известные люди
Люди, которые родились, проживали или были тесно связаны с тауншипом Грин:
- Люси Пейдж Мерсер Резерфорд[англ.] (1891—1948), похоронена в тауншипе Грин. Историки считают, что она была любовницей президента Соединенных Штатов Франклина Рузвельта и была с ним в день его смерти в 1945 году[80]. До сих пор существует городская легенда о молодой девушке по имени Люси, призрак которой якобы обитает на станции Гринделл и ждёт своего возлюбленного[81].